# Two Suns in the Sunset
"Two Suns in the Sunset" es la decimotercera y última canción del álbum The Final Cut, de 1983. Durante la canción, la frase "the sun is in the east, even though the day is done" (del inglés, "el sol está en el Este, aunque el día haya terminado"), es una metáfora haciendo referencia a la bola de fuego incandescente creada por una explosión nuclear.
Esta es la última canción de todo el grupo en ser compuesta y cantada por Roger Waters, ya que el abandonaría el grupo en 1985, y no se reuniría con ellos hasta 2005, aunque no participó en su último álbum, The Endless River. . .

## Personal
- Roger Waters - bajo, voz principal y guitarra acústica.
- Andy Newmark - batería
- Andy Bown - Órgano Hammond
- David Gilmour - guitarra
- Raphael Ravenscroft - saxo
- Michael Kamen - piano